# リサ・マルコス
リサ・マルコス（Lisa Marcos、1982年3月15日 - ）は、カナダの女優。

## 出演作品
- ＢＯＮＥＳ　ボーンズ　-骨は語る- シーズン6
- ＣＳＩ：マイアミ9
- マザーズデイ
- リスナー　心を読む青い瞳 シーズン1（チャーリー・マークス）
- フラッシュポイント　-特殊機動隊ＳＲＵ- シーズン1
- F.B.EYE!!　相棒犬リーと女性捜査官スーの感動！事件簿　（シーズン1